# Astronomski algoritem
Astronomski algoritmi so algoritmi, ki se uporabljajo za izračunavanje efemerid, koledarjev in položajev (recimo v nebesni navigaciji ali satelitski navigaciji). Primer velikega in kompleksnega astronomskega algoritma je algoritem za izračunanje položaja Lune. Preprost primer je izračun Julijanskega dneva.
Numerični model Osončja obravnava posplošen pristop k lokalnim astronomskim modelom. Variations séculaires des orbites planétaires opiše pogosto uporabljen model.